# Lommatzsch Favorit
Der Lommatzsch Favorit ist ein Hochleistungs-Segelflugzeug aus dem VEB Apparatebau Lommatzsch der DDR. Am 29. Juli 1962 umrundete Adolf Daumann mit diesem Typ als erster Deutscher auf deutschem Territorium ein 500-Kilometer-Dreieck.

## Geschichte
Die Entwicklungsarbeiten für ein Nachfolgemodell der Libelle-Laminar begannen 1961. Die Konstruktionsgruppe bestand aus Hans Wegerich, verantwortlich für den Entwurf und Aerodynamik, Hans Hartung (Konstruktion) und Wolfgang Heintze (Statik). Der Favorit wurde als Schulterdecker in Wabensandwich-Holzbauweise mit trapezförmigen Tragflächen konzipiert. Um den Belastungen bei hohen Geschwindigkeiten gewachsen zu sein, erhielt der Tragflügel einen Leichtmetallholm zu 2/3 der Spannweite. Rumpfbug und -heck bestanden aus Glasfaserlaminat. Das Tragflächenprofil war ein NACA 65-615,5. Den Erstflug führte Kurt Götze am 30. April 1962 durch. Die nachfolgende Erprobung umfasste 30 weitere Flüge mit einer Gesamtzeit von 16 Stunden. Von 1962 bis 1963 entstanden in Kleinstserie fünf als Lom 61 bezeichnete Flugzeuge. Vorgesehen waren noch einige Weiterentwicklungen. Die Lom 62 mit Wölbungsklappen für Verbesserung der Hoch- und Niedriggeschwindigkeitseigenschaften, die Lom 63 mit veränderten Rumpf-Flügel-Übergängen, besserem Hochgeschwindigkeitsprofil und austauschbarem Tragwerk sowie die Lom 64 mit Wölbklappen, um 1,5 Meter vergrößerter Spannweite und vergrößerten Quer- und Seitenrudern. Der allgemeine Niedergang des DDR-Flugzeugbaus (siehe dazu auch 152) sowie das Fehlen von technischen Voraussetzungen und auch potentiellen Abnehmern führten zum Scheitern der Projekte. Der VEB Apparatebau Lommatzsch wurde in den VEB Flugzeugwerft Dresden eingegliedert und ging 1964 endgültig im VEB Carl Zeiss Jena auf. Von da an bauten die Flugzeugbauer nur noch Verpackungskisten für Geräte des Optikherstellers.

## Rezeption
Der Favorit war ein speziell auf hohe Geschwindigkeiten konzipiertes Segelflugzeug. So stellte er einen DDR-Rekord mit 107 km/h Durchschnittsgeschwindigkeit auf einem 100-Kilometer-Dreieck auf. Obwohl nur für 216 km/h zugelassen, überstand er auch, wie manchmal bei Wettbewerben praktiziert, Geschwindigkeiten von über 300 km/h. Bei Festigkeitstests vom Hersteller gelang es nicht den Flügel zu zerbrechen. Schaden nahm die Testeinrichtung, was angeblich dem Flügel eine Festigkeit bis über 400 km/h bescheinigte. Piloten des Favorit berichten von Flügen mit bis zu 350 km/h bei Wettkämpfen, um Verfolger abzuschütteln. Der Wahrheitsgehalt dieser Aussagen kann nicht mehr überprüft werden.
Allerdings war der Favorit im Thermik-Kreissteigflug bei enger Thermik wegen seines verhältnismäßig großen Wendekreis relativ leistungsschwach und sehr schwierig zu handhaben, auch weil er bis 200 km/h sehr geringe Ruderdrücke und keine Trimmung hatte. Seine gefährlichste Eigenschaft war aber, dass er ohne Vorwarnung bei zu geringer Kreisflug-Geschwindigkeit und leichtem Ruder-Kreuzen abrupt ins Trudeln fiel. Kritisiert wurde auch die schlechte Sicht nach vorn. Dies führte zum Umbau einiger Flugzeuge. Das vordere Sichtfeld wurde mit einer zusätzlichen Verglasung im vorderen festen Teil der Cockpitverglasung erweitert. Das auf der Wasserkuppe ausgestellte Flugzeug (DM-2704) hatte eine solche umgebaute Haube. Jedoch zeigten sich nach einigen Jahren Haarrisse in dem nachträglich erweiterten Teil, weshalb bei diesem Flugzeug aus dem Original-Metallrahmen und einem Rohling einer Bocian-Haube die ausgestellte Haube entstand. Trotzdem war die Sicht beim Landen zum Aufsetzpunkt recht schlecht.
Der Favorit war der Höhepunkt des Holzflugzeugbaus. Die revolutionäre Wabenbauweise ermöglichte dem Holzflugzeugbau noch ein letztes Mal Höchstleistungen. Diese Leistungen wurden erst Jahre später von Flugzeugen in GFK-Bauweise erreicht und übertroffen. Bemerkenswert waren auch die für diese Zeit sehr fortschrittlichen automatischen Ruderanschlüsse, die zudem durch eine Klappe auf der Rumpfoberseite gut zugänglich waren.

## Erhaltene Exemplare
Geflogen wurde der Favorit bis 1980, dann erlosch seine Zulassung und nicht flugfähige Flugzeuge mussten in der DDR schnellstmöglich vernichtet werden. Trotzdem sind zwei Flugzeuge erhalten geblieben. Die DM-2704 ist im Deutschen Segelflugmuseum mit Modellflug zu besichtigen. Sie ist der letzte produzierte Favorit und zugleich das letzte in der DDR gebaute Flugzeug. 
Der erste von ursprünglich zwei Prototypen (V1, DM–2700) wurde nach seiner Abschreibung eingelagert später in die Ausstellung des 1987 am dortigen Flugplatz gegründeten Flugsportmuseums Finsterwalde übernommen. Ab dem Sommer 2017 plante eine Gruppe von Enthusiasten, den am Flugplatz eingelagerten Segler wieder in einen flugfähigen Zustand zu versetzen. Dabei waren im Vorfeld technische Fragen zu klären und die Einwilligung des Luftfahrt-Bundesamts einzuholen. Ende 2018 begannen die Arbeiten an dem Favoriten. Am 26. Juli 2021 erteilte das Luftfahrt-Bundesamt die Flugzulassung und am 3. August 2021 waren alle Arbeiten und technischen Überprüfungen so weit zum Abschluss gekommen, dass der „zweite Erstflug“ am Flugplatz Rothenburg erfolgreich durchgeführt werden konnte. Somit ist ein Favorit wieder in flugfähigem Zustand.

## Technische Daten
| Kenngröße                         | Lom 61                                              | Lom 64 (Projekt)             |
| --------------------------------- | --------------------------------------------------- | ---------------------------- |
| Besatzung                         | 1                                                   | 1                            |
| Spannweite                        | 15,00 m                                             | 16,5 m                       |
| Länge                             | 6,74 m                                              | 6,74 m                       |
| Höhe                              | 2,00 m                                              | k. A.                        |
| Flügelfläche                      | 12,40 m²                                            | 13,24 m²                     |
| Flügelstreckung                   | 18,15                                               | 20,6                         |
| Rumpfbreite                       | 0,60 m                                              | k. A.                        |
| Flächenbelastung                  | 28,1 kg/m²                                          | k. A.                        |
| Leermasse                         | 240 kg                                              | 275 kg                       |
| Startmasse                        | normal 315 kg maximal 350 kg                        | normal 350 kg maximal 385 kg |
| beste Gleitzahl                   | 38 bei 90 km/h                                      | 40,8 bei 95 km/h             |
| geringstes Sinken                 | 0,62 m/s bei 80 km/h                                | 0,5 m/s bei 75 km/h          |
| Geschwindigkeit bei 2 m/s Sinken  | 156 km/h                                            | k. A.                        |
| Mindestgeschwindigkeit            | 68 km/h                                             | k. A.                        |
| maximal zulässige Geschwindigkeit | 216 km/h (ruhiges Wetter) 160 km/h (böiges Wetter)  | k. A.                        |
| maximale Schleppgeschwindigkeit   | 160 km/h (Flugzeugschlepp) 110 km/h (Windenschlepp) | k. A.                        |
| Landegeschwindigkeit              | 70 km/h                                             | k. A.                        |